# Tachornis phoenicobia
Tachornis phoenicobia là một loài chim trong họ Apodidae.